# Diospage engelkei
Diospage engelkei là một loài bướm đêm thuộc phân họ Arctiinae, họ Erebidae.